# Návrat dinosaurů
Návrat dinosaurů (200 let objevování pravěkého světa) je populárně naučná kniha, zabývající se dvěma stoletími vědeckého výzkumu druhohorních dinosaurů. Autorem knihy je přírodovědec, popularizátor paleontologie a spisovatel RNDr. Vladimír Socha. Ilustrace doplnil jeho dlouholetý spolupracovník, slovenský výtvarník Vladimír Rimbala. Kniha byla vydána roku 2025.

## Obsah

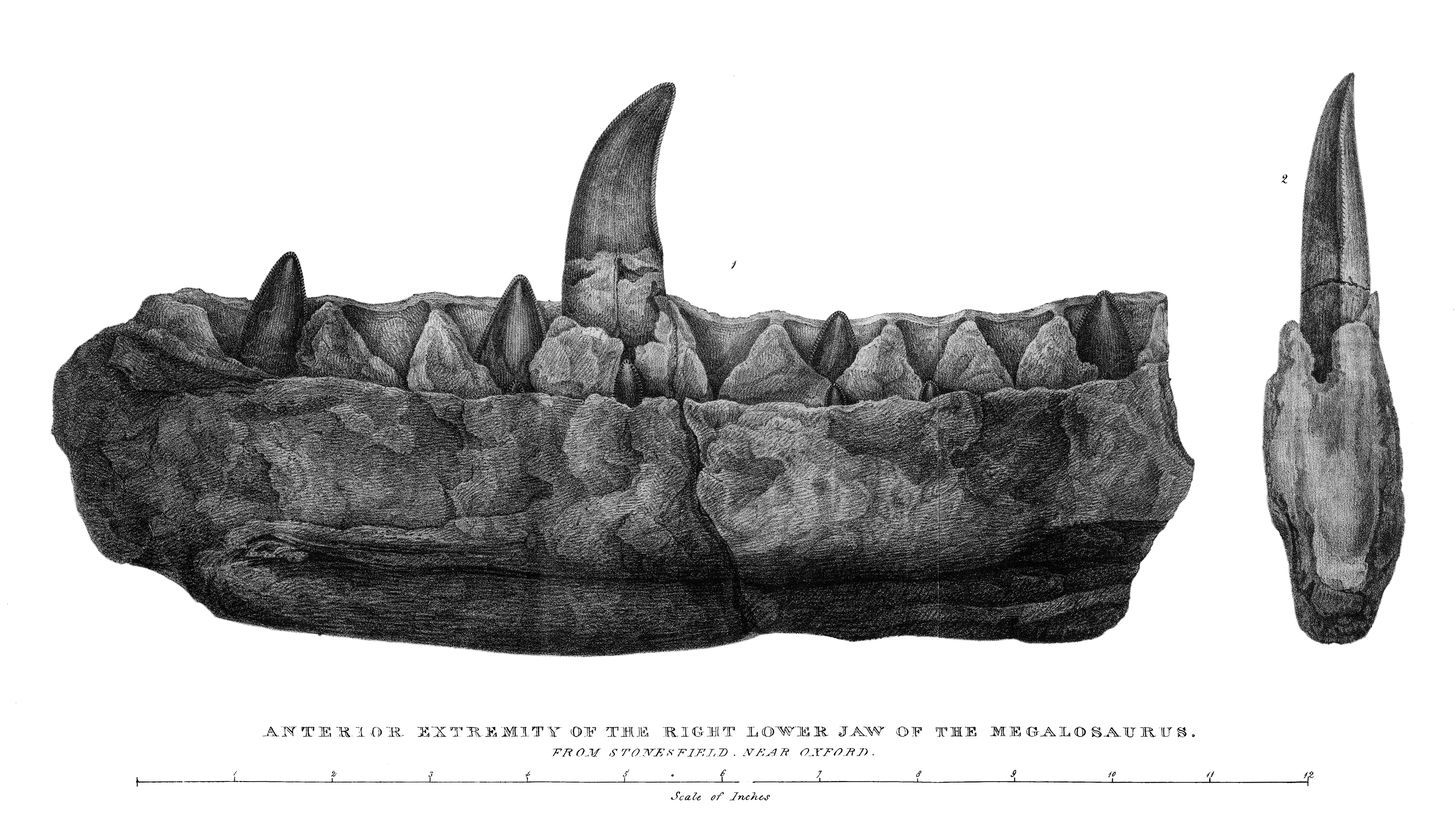
Fragment čelisti megalosaura, historicky prvního popsaného dinosaura.

Kniha pojednává v osmi hlavních kapitolách (představujících vždy období 25 let) o historii vědeckého výzkumu dinosaurů, a to od vědeckého popisu prvního z nich (teropodní dinosaurus Megalosaurus bucklandii, formálně popsaný v roce 1824) až po současnost.
Kniha obsahuje jak údaje o méně známých druzích dinosaurů (jako je například Poekilopleuron, Cetiosauriscus nebo Ruehleia bedheimensis), tak i o populárních taxonech, jakými jsou obří teropod Tyrannosaurus rex, sauropod Brachiosaurus altithorax nebo největší dnes známý dinosaurus vůbec – Argentinosaurus huinculensis.

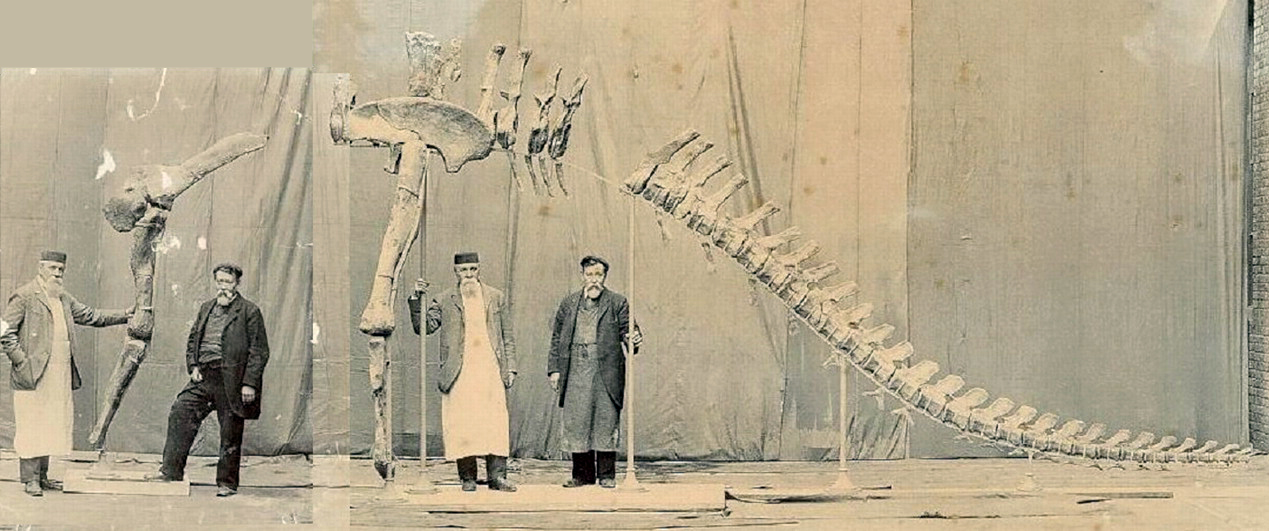
V knize jsou popsány i příběhy objevů méně známých dinosaurů, jakým je například sauropod Cetiosauriscus.